# カキノキ目
カキノキ目 (Ebenales) は被子植物の目のひとつで、カキノキ科をタイプ科とするもの。分類体系によって含まれる科は異なる。

## 分類

### APG植物分類体系
APG植物分類体系では、クロンキスト体系でここに属する全ての科がツツジ目に属しているため、カキノキ目の名称は使わない。

### クロンキスト体系
クロンキスト体系ではビワモドキ亜綱の中にあり、5科を含む。
被子植物門 Magnoliophyta
双子葉植物綱 magnoliopsida
ビワモドキ亜綱 Dilleniidae
カキノキ目 Ebenales
- アカテツ科 Sapotaceae
- カキノキ科 Ebenaceae
- エゴノキ科 Styracaceae
- リッソカルパ科 Lissocarpaceae
- ハイノキ科 Symplocaceae

### 新エングラー体系
新エングラー体系では合弁花類の中の目で、8科を含む。
被子植物門 Angiospermae
双子葉植物綱 Dicotyledoneae
合弁花亜綱 Sympetalae
カキノキ目 Ebenales
- アカテツ科 Sapotaceae
- サルコスティグマ科 Sarcospermataceae
- カキノキ科 Ebenaceae
- エゴノキ科 Styracaceae
- リッソカルパ科 Lissocarpaceae
- ハイノキ科 Symplocaceae
- ホプレスティグマ科 Hoplestigmataceae